# New Franklin (Missouri)
New Franklin – miasto w Stanach Zjednoczonych, w stanie Missouri, w hrabstwie Howard.